# Territoire de la Basse-Californie
Pour les articles homonymes, voir Basse-Californie et Californie (homonymie).
1824–1931
(1824-1836
1847-1864
1867-1931)
Entités précédentes :
- Les Californies
- Basse-Californie (1824)
- République de Sonora
- Département des Californies

Entités suivantes :
- Les Californies
- République de Basse-Californie
- Département des Californies
- Basse-Californie du Sud
- Territoire du Nord de la Basse-Californie

Le territoire de la Basse-Californie est un territoire mexicain organisé de 1824 à 1931 sur la péninsule de Basse-Californie, ancienne terre des missions espagnoles de Californie confiée aux dominicains en Nouvelle-Espagne.
Il a remplacé la province de Basse-Californie (1773-1824) de la Vice-Royauté coloniale espagnole de la Nouvelle-Espagne, après l'indépendance du Mexique. Avec l'Haute-Californie, les deux territoires ont été séparés de la région espagnole de la Californie.
En 1853, le mercenaire William Walker capture La Paz et s’autoproclame président de la république de Basse-Californie. Après plusieurs mois, le gouvernement mexicain reprend le territoire. En 1905 éclate la révolution mexicaine. En 1911, Mexicali et Tijuana sont capturés par le Parti libéral mexicain (PLM), mais ils devront se rendre aux forces fédérales.
En 1917, le président mexicain Carranza propose au sénateur américain Henry Ashurst de vendre la Basse-Californie aux États-Unis pour cinquante millions en dollars or.
En 1931, la Basse-Californie est divisée en deux territoires, le territoire du Nord de la Basse-Californie et le territoire du Sud de la Basse-Californie, qui deviendront respectivement États Mexicains de Basse-Californie en 1952, puis Basse-Californie du Sud en 1974.

## Province

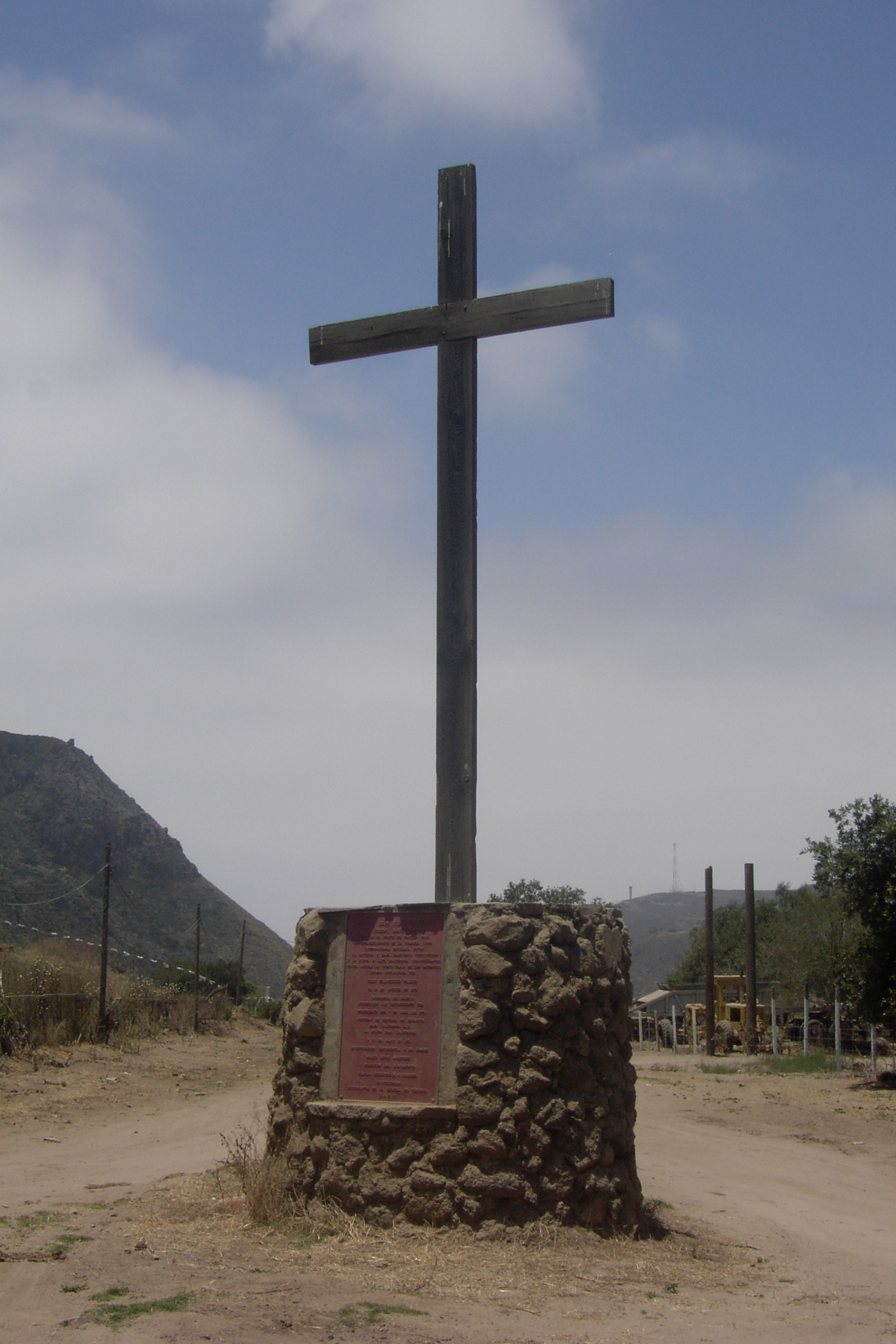
Monument historique de la frontière nord avec la Haute-Californie

La frontière nord de la Basse-Californie avec la Haute-Californie a été établie pour la première fois pour délimiter les zones d'autorité missionnaire franciscaine et dominicaine, précisément le 19 août 1773, près du ruisseau San Juan Bautista par François Palóu. Un marqueur se dresse sur la ligne séparant autrefois les deux pays. Le marqueur se trouve derrière les ruines de Misión San Miguel Arcángel de la Frontera, à La Misión, en Basse-Californie. La ligne de Palóu a été adoptée comme ligne de démarcation provinciale en 1804.
En 1848, en vertu du traité de Guadalupe Hidalgo, cette frontière internationale a été déplacée plus au nord vers la baie de San Diego, l'ajustant à la revendication de João Rodrigues Cabrilho et aux revendications « mer à mer » de Sir Francis Drake et de l'ancienne colonie de Caroline du Sud,.
Traduit en anglais, l'inscription sur le marqueur se lit comme suit :
Rivière San Juan Bautista : Juan Crespí, 1er mai pour la mise en place de la première ligne de division internationale entre l'Ancienne ou Basse Californie (Dominicains) et la Nouvelle ou Haute Californie (Franciscains) à cinq lieues au nord (Vallée des Médanos) établie par: Le prêtre François Palóu le 19 août 1773 (Mojonera de Palou) conformément aux instructions énoncées dans le Concordat du 7 avril 1772.
Rosarito Historical Society, Baja California A. C. à la Mission, Basse-Californie, le 20 mai 1990. Travail de terrain et recherche:. Donation du monument: Mario Reyes Coronado De Villa sari et sa famille . Construction: Étudiants de l'École de Tourisme de l'U. A. B. C. (université autonome de Basse Californie).